# Montrachet
Le montrachet [\mɔ̃.ʁa.ʃɛ\], est un vin français d'appellation d'origine contrôlée produit sur le climat du Montrachet à cheval sur Puligny-Montrachet et sur Chassagne-Montrachet, en Côte-d'Or.
Il est classé parmi les grands crus du vignoble de la côte de Beaune.

## Histoire

### Antiquité
L’édit de l'empereur romain Domitien, en 92, interdisait la plantation de nouvelles vignes hors d’Italie ; il fit arracher partiellement les vignes en Bourgogne afin d’éviter la concurrence. Le vignoble résultant suffisait aux besoins locaux. Mais Probus annula cet édit en 280. En 312, un disciple d'Eumène rédigea la première description du vignoble de la Côte d'Or.

### Moyen Âge
Dès le début du VIe siècle, l’implantation du christianisme avait favorisé l’extension de la vigne par la création d’importants domaines rattachés aux abbayes. Ainsi l'abbaye de Cîteaux (créée en 1098) avec des plantations en Côte-d'Or. En 1416, Charles VI fixa par un édit les limites de production du vin de Bourgogne. À la mort de Charles le Téméraire, le vignoble de Bourgogne fut rattaché à la France, sous le règne de Louis XI.
Le Montrachet trouve son origine au Moyen Âge, (mont du « rachet » petit oiseau de proie qui y vivait, d’où le nom de Mont Rachaz), ses premières vignes qui remontaient au XIIIe siècle se trouvaient sur ce territoire et étaient une possession de l’abbaye de Maizières par les dons que Pierre et Arnolet de Puligny en 1252 et Gui Berrier de Chagny en 1286-87 lui avaient faits. Les moines de Maizières par leur travail durant cinq  siècles contribuèrent grandement à forger sa notoriété.

### Période moderne
Aussi, en 1700, l'intendant Ferrand rédigea-t-il un « Mémoire pour l'instruction du duc de Bourgogne » lui indiquant que dans cette province les vins les meilleurs provenaient des « vignobles [qui] approchent de Nuits et de Beaune ».

### Période contemporaine

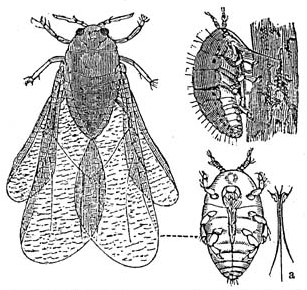
Phylloxéra

#### XIXesiècle
Dans les décennies 1830-1840, la pyrale survint et attaqua les feuilles de la vigne. Elle fut suivie d'une maladie cryptogamique, l'oïdium. Le millésime 1865 a donné des vins aux teneurs naturelles en sucres très élevées et des vendanges assez précoces. À la fin de ce siècle arrivèrent deux nouveaux fléaux de la vigne. Le premier fut le mildiou, autre maladie cryptogamique, le second le phylloxéra. Cet insecte térébrant venu d'Amérique mit très fortement à mal le vignoble. Après de longues recherches, on finit par découvrir que seul le greffage permettrait à la vigne de pousser en présence du phylloxéra.

#### XXesiècle
Le mildiou provoqua un désastre considérable en 1910. Apparition de l'enjambeur dans les années 1960-70, qui remplacent le cheval. Les techniques en viticulture et œnologie ont bien évolué depuis 50 ans (vendange en vert, table de triage, cuve en inox, pressoir électrique puis pneumatique...).
1921 : L'appellation Montrachet  étant détournée au profit d'autres vins, Julien Bouchard et son neveu de la maison Bouchard Père et Fils, ainsi que sept autres principaux propriétaires des vignes en Montrachet, intenta un procès le 17 février 1921 contre le comité d’agriculture de l’arrondissement de Beaune et contre différents autres propriétaires de Chassagne, de Puligny-Montrachet appelant leurs vignes soit "Chevalier-Montrachet", soit "Bâtard-montrachet", soit "Bienvenues", soit "Pucelles", ou autrement, mais jamais "Montrachet" tout court, et visant à bien délimiter l’appellation Montrachet. Par l'audience et son jugement du 12 mai 1921, le tribunal conclut : « démontrant que les vins produits sur les vignes des défenseurs ne se sont jamais vendus sous le nom de Montrachet, mais généralement et principalement sous celui de Bâtard-montrachet et Chevalier-Montrachet ».. « le tribunal statuant en matière ordinaire et en premier ressort donne acte aux demandeurs(...) dit que d'après les usages locaux, loyaux et constants, base de droit aux appellations d'origine aux termes de la loi du 6 mai 1919, l'appellation de Montrachet ne peut être légitimement appliquée qu'aux récoltes provenant des vignes de la région connue sous le nom de Grand-Montrachet, Vrai-Montrachet, ou Montrachet tout court,(...) annule en tant que de besoin les déclarations des récoltes faites pour 1919 par les défendeurs. Fait défense à chacun d'eux et à quiconque de faire à nouveau usage de l'appellation de Montrachet pour les récoltes pouvant provenir d'autre lieu ». Ainsi fut protégé l’unicité de ce très grand cru et de son appellation.

#### XXIesiècle
Avec la canicule de 2003, les vendanges débutèrent pour certains domaines cette année-là à la mi-août, soit avec un mois d'avance, des vendanges très précoces qui ne s'étaient pas vues depuis 1422 et 1865 d'après les archives.

## Étymologie
Le nom Montrachet est une dérivation des mots Mont Rachaz (1252), Mont Rachat (1380) et Montrachat (1473). Cette évolution explique pourquoi il ne faut pas prononcer le « t » de « Montrachet ». En ancien français, la  « râche » signifiait « chauve ». Étymologiquement, Montrachet signifie donc le « mont chauve », à cause de son manque de végétation,.

## Situation géographique

### Géologie et orographie
Situé entre 250 et 270 mètres d'altitude. Sols peu épais sur du calcaire dur avec une bande de marne rougeâtre, époque du jurassique (175 millions d'années environ).

### Climatologie
C'est un climat tempéré à légère tendance continentale.
Dijon
Pour la ville de Dijon (316 m), les valeurs climatiques jusqu'à 1990 :
| Mois                              | jan. | fév. | mars | avril | mai  | juin | jui. | août | sep. | oct. | nov. | déc. | année |
| --------------------------------- | ---- | ---- | ---- | ----- | ---- | ---- | ---- | ---- | ---- | ---- | ---- | ---- | ----- |
| Température minimale moyenne (°C) | −1   | 0,1  | 2,2  | 5     | 8,7  | 12   | 14,1 | 13,7 | 10,9 | 7,2  | 2,5  | −0,2 | 6,3   |
| Température moyenne (°C)          | 1,6  | 3,6  | 6,5  | 9,8   | 13,7 | 17,2 | 19,7 | 19,1 | 16,1 | 11,3 | 5,6  | 2,3  | 10,5  |
| Température maximale moyenne (°C) | 4,2  | 7    | 10,8 | 14,7  | 18,7 | 22,4 | 25,3 | 24,5 | 21,3 | 15,5 | 8,6  | 4,8  | 14,8  |
| Précipitations (mm)               | 49,2 | 52,5 | 52,8 | 52,2  | 86,3 | 62,4 | 51   | 65,4 | 66,6 | 57,6 | 64,2 | 62   | 732,2 |

## Vignoble

### Présentation
Ce grand cru d'une surface de 7,80 hectares, donne en production 337 hectolitres de vins blancs soit environ 44 821 bouteilles.
Le cépage utilisé est le chardonnay.
La superficie se répartit sur deux communes, avec 4,0107 hectares sur la commune de Puligny-Montrachet et 3,9873 hectares sur la commune de Chassagne-Montrachet.

### Encépagement
Le chardonnay, lui, compose les vins blancs de l'AOC. Ses grappes sont relativement petites, cylindriques, moins denses que celles du pinot noir, constituées de grains irréguliers, assez petits, de couleur jaune doré. De maturation de première époque comme le pinot noir, il s'accommode mieux d'une humidité de fin de saison avec une meilleure résistance à la pourriture s'il n'est pas en situation de forte vigueur. Il est sensible à l'oïdium et à la flavescence dorée. Il débourre un peu avant le pinot noir, ce qui le rend également sensible aux gelées printanières. Les teneurs en sucre des baies peuvent atteindre des niveaux élevés tout en conservant une acidité importante, ce qui permet d'obtenir des vins particulièrement bien équilibrés, puissants et amples, avec beaucoup de gras et de volume.

### Méthodes culturales

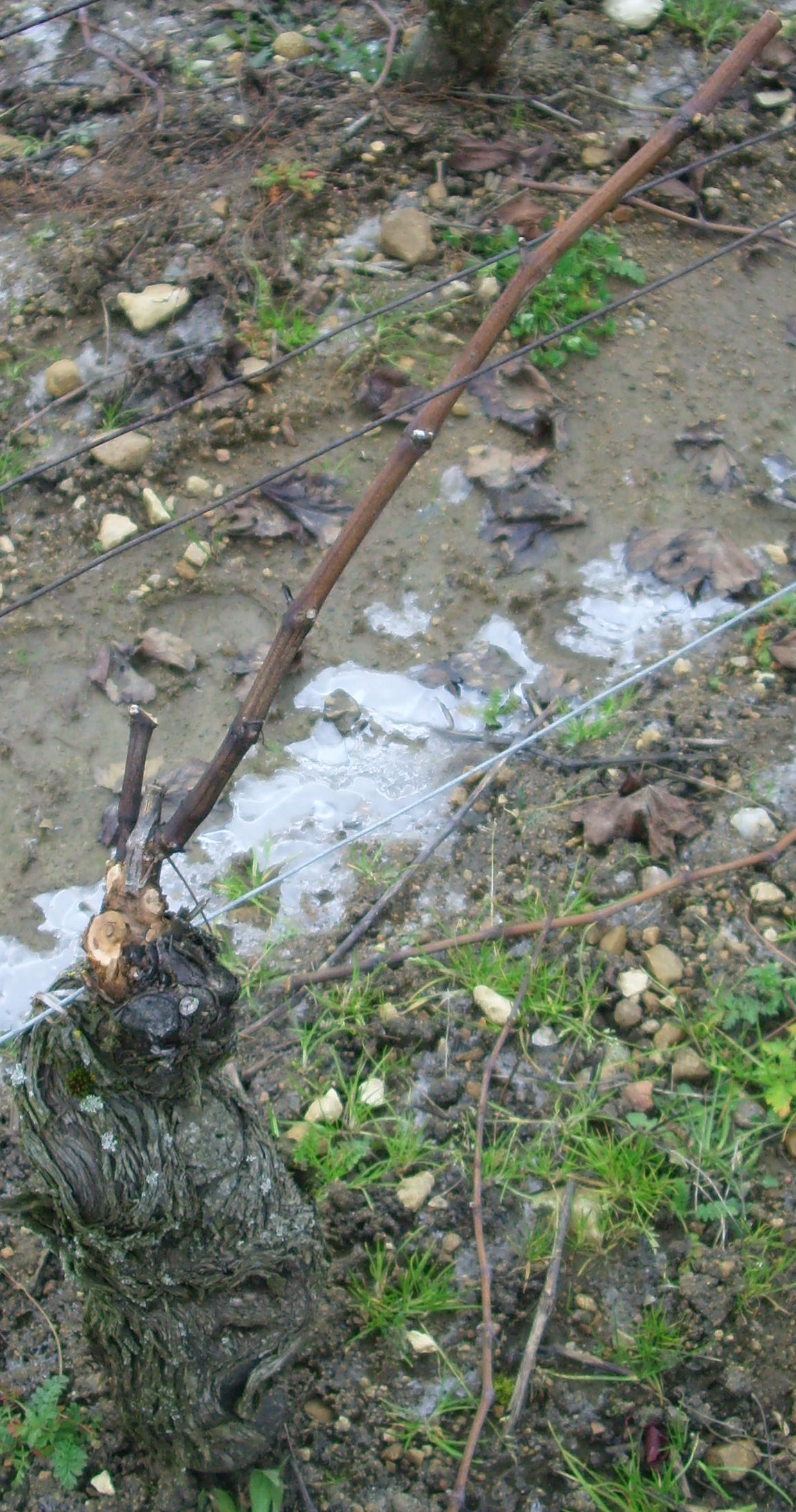
Pied de vigne taillé en Guyot simple

#### Travail manuel
Ce travail commence par la taille, en « guyot simple », avec une baguette de cinq à huit yeux et un courson de un à trois yeux. Le tirage des sarments suit la taille. Les sarments sont enlevés et peuvent être brûlés ou mis au milieu du rang pour être broyés. On passe ensuite aux réparations. Puis vient le pliage des baguettes. Éventuellement, après le pliage des baguettes, une plantation de nouvelles greffes est réalisée. L'ébourgeonnage peut débuter dès que la vigne a commencé à pousser. Cette méthode permet, en partie, de réguler les rendements. Le relevage est pratiqué lorsque la vigne commence à avoir bien poussé. En général, deux à trois relevages sont pratiqués. La vendange en vert est pratiquée de plus en plus dans cette appellation. Cette opération est faite dans le but de réguler les rendements et surtout d'augmenter la qualité des raisins restants. Pour finir avec le travail manuel à la vigne, se réalise l'étape importante des vendanges.

#### Travail mécanique
L'enjambeur est d'une aide précieuse. Les différents travaux se composent du broyage des sarments, réalisé lorsque les sarments sont tirés et mis au milieu du rang. De trou fait à la tarière, là où les pieds de vignes sont manquants, en vue de planter des greffes au printemps. De labourage ou griffage, réalisé dans le but d'aérer les sols et de supprimer des mauvaises herbes. De désherbage fait chimiquement pour tuer les mauvaises herbes. De plusieurs traitements des vignes, réalisés dans le but de les protéger contre certaines maladies cryptogamiques (mildiou, oïdium, pourriture grise, etc.) et certains insectes (eudémis et cochylis). De plusieurs rognages consistant à reciper ou couper les branches de vignes (rameaux) qui dépassent du système de palissage.

### Rendements
Les rendements visés sont de 48 hl/ha et ne peuvent dépasser 54 hl/ha.

## Vins

### Titres alcoométriques volumique minimal et maximal
| AOC                           | Blanc   | Blanc   |
| Titre alcoométrique volumique | minimal | maximal |
| Grand cru                     | 12 %    | 14,5 %  |

### Vinification et élevage
Voici les méthodes générales de vinification de cette appellation. Il existe cependant des petites différences de méthode entre les différents viticulteurs et négociants.

#### Vinification en blanc

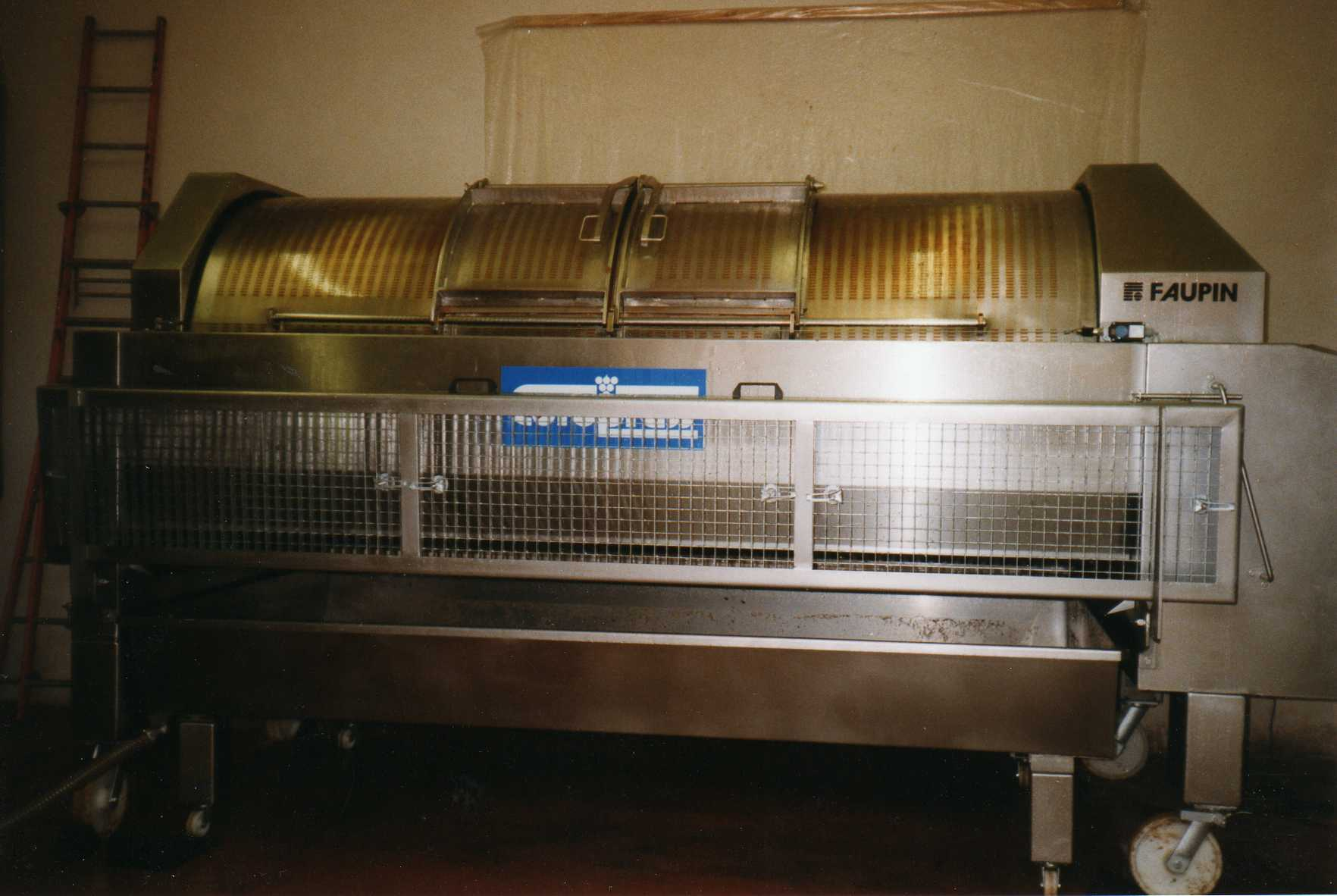
Pressoir pneumatique servant au pressurage

La récolte est manuelle et peut être triée. Les raisins sont ensuite transférés dans un pressoir pour le pressurage. Une fois le moût en cuve, le débourbage est pratiqué généralement après un enzymage. À ce stade, une stabulation préfermentaire à froid (environ 10 à 12 degrés pendant plusieurs jours) peut être recherchée pour favoriser l'extraction des arômes. Mais le plus souvent, après 12 à 48 heures, le jus clair est soutiré et mis à fermenter. La fermentation alcoolique se déroule avec un suivi tout particulier pour les températures qui doivent rester à peu près stables (18 à 24 degrés). La chaptalisation est aussi pratiquée pour augmenter le titre alcoométrique volumique si nécessaire. La fermentation malolactique est réalisée en fûts ou en cuves. Les vins sont élevés « sur lies », en fûts, dans lesquels le vinificateur réalise régulièrement un « bâtonnage », c'est-à-dire une remise en suspension des lies. Cette opération dure pendant plusieurs mois au cours de l'élevage des blancs. À la fin, la filtration du vin est pratiquée pour rendre les vins plus limpides. La mise en bouteille clôture l'opération.

### Terroir et vins
Couleur or, reflets minéraux. Arômes d'épices, de miel, de fruits secs, de fougère de beurre... . Harmonieux, structurés, onctueux, profond en bouche.

### Gastronomie, garde et température de service
Va avec du caviar, du homard, de la langouste, des grosses crevettes, du Poisson blanc (lotte...), du foie gras, de la volaille (poule, poularde...) ... 
À servir entre 12 et 14 degrés et se garde au minimum 10 à 15 ans (plus de 20 ans pour les grandes années).

## Économie

### Les producteurs de l'appellation
18 producteurs à ce jour, dont : Domaine de la Romanée-Conti, Domaine des Comtes Lafon, Domaine Ramonet, Domaine Marc Colin & Fils, la Maison Joseph Drouhin (parcelles du Marquis de Laguiche), Domaine Jacques Prieur, Domaine Guy Amiot & Fils, Dom Leflaive, Domaine bouchard père et fils, etc.